# Kryptodrakon
Kryptodrakon is een geslacht van uitgestorven pterosauriërs, behorend tot de Pterodactyloidea, dat leefde tijdens het Jura in het gebied van de huidige Volksrepubliek China. Ten tijde van zijn benoeming in 2014 was Kryptodrakon de meest basale en oudste bekende pterodactyloïde. De enige benoemde soort is Kryptodrakon progenitor.

## Vondst en naamgeving
In 2001 werden in Sinkiang door Christopher Sloan de botten gevonden van een pterosauriër. Deze werden eerst aangezien voor de resten van een theropode totdat James Michael Clark hun ware aard herkende.
In 2014 werd de typesoort Kryptodrakon progenitor benoemd en beschreven door Brian Andres, Clark en Xu Xing. De geslachtsnaam betekent 'verborgen draak' vanuit het Oudgrieks κρυπτός, kryptos, 'verborgen', en δράκων, drakoon, 'draak'. Zij verwijst mede naar de film Crouching Tiger, Hidden Dragon die ten dele in het vondstgebied is opgenomen. De soortaanduiding betekent 'stamvader' in het Latijn en verwijst naar de status in 2014 als meest basale bekende pterodactyloïde.
Het holotype, IVPP V18184, is gevonden in een laag van de Shishugouformatie die dateert uit het Callovien-Oxfordien en minstens 161 en vermoedelijk 162,7 miljoen jaar oud is. Het bestaat uit een gedeeltelijk skelet zonder schedel. Bewaard zijn gebleven: stukken van de onderste schacht van het linkerravenbeksbeen, een deel van het rechterscapulocoracöide, een stuk schacht van het linkeropperarmbeen, het bovenste deel en een stuk schacht van het tweede kootje van de linkervleugelvinger, het onderste uiteinde van de linkerellepijp, het onderste rechtersyncarpale, het preaxiale rechtercarpale, de bovenkant van het eerste kootje van de rechtervleugelvinger, de schacht van het derde kootje van deze vinger, de bovenkant van het vierde kootje en de tweede sacrale wervel verbonden met de voorrand van de derde wervel. De botten lagen niet in verband maar werden bij elkaar gevonden op een oppervlakte van dertig vierkante centimeter, minstens tien meter van andere fossiele vondsten verwijderd, zodat het waarschijnlijk is dat ze aan een enkel individu toebehoren. De beenderen zijn niet platgedrukt maar meer driedimensionaal bewaard wat een uitzondering is voor pterosauriërfossielen. Het betreft vermoedelijk een volwassen exemplaar.

## Beschrijving

### Grootte en onderscheidende kenmerken
Kryptodrakon heeft een geschatte spanwijdte van ongeveer 1,47 meter. De soort heeft vermoedelijk relatief korte vleugels. De middenhandsbeenderen zijn lang, een sterke aanwijzing dat het om een pterodactyloïde gaat. In het skelet zijn geen tekenen van pneumatisering aangetroffen.
De beschrijvers hebben enkele onderscheidende kenmerken vastgesteld. Twee ervan zijn autapomorfieën, unieke afgeleide eigenschappen ten opzichte van de Pterosauria als geheel. Het distale uiteinde van het spaakbeen heeft een opvallende beenplaat aan de onderzijde en een voorste bult die hoog geplaatst is. Het preaxiale carpale is bredere dan lang door twee verbrede proximale beenplaten.
Verder is er een unieke combinatie van op zich niet unieke kenmerken. Het vierde middenhandsbeen is langwerpig met een lengte die meer dan achtmaal de breedte, verticaal gemeten op het midden van de schacht, bedraagt. Het vierde middenhandsbeen is aan de zijde van de pols van voor naar achter samengedrukt met een grote onderste verbreding.

### Skelet
De tweede sacrale wervel heeft een lengte van 7,4 millimeter. Het ravenbeksbeen heeft een zadelvormig gewricht, rond in dwarsdoorsnede, met het borstbeen. De schacht heeft een richel aan de zijkant en een richel aan de bovenste onderkant. Het schouderblad is onderaan opvallend recht. De rand boven het schoudergewricht wordt verstevigd door een bultje aan de bovenzijde.
De schacht van het opperarmbeen heeft een bewaarde lengte van tweeëndertig millimeter; de beschrijvers schatten, vanuit de grootte van de deltopectorale kam, de totale lengte van het opperarmbeen op tussen de vijfenzeventig en zesentachtig millimeter. De kop van het opperarmbeen vormt een zadelgewricht met een ronde doorsnede; dit verschilt van het halvemaanvormige profiel van basale soorten. De kop plat naar voren toe af en gaat over in een scherpe richel op de voorrand die doorloopt in de bovenste rand van de deltopectorale kam. De kam is groot en heeft een rechte onderrand; er is geen insnoering tussen kam en schacht.
Het rechterspaakbeen heeft een bewaarde lengte van 38,2 millimeter. Het spaakbeen heeft een verheffing aan de onderste binnenkant die tussen twee bulten door naar het onderste uiteinde doorloopt. Aan de buitenzijde is vooraan nog een extra bult die bijna even ver uitsteekt; tussen beide voorste bulten bevindt zich een diepe trog. Deze morfologie is uniek door de mate van verheffing en de speciale tweede bult en dus een autapomorfie van de soort.
Het onderste syncarpale, de vergroeiing van de meeste onderste polsbeenderen, heeft in zijaanzicht een rechthoekig profiel en in onderaanzicht een ronde doorsnede. Het heeft een groot voorste uitsteeksel dat iets naar boven gericht is als contact met het voorste preaxiale carpale dat contact maakt met het pteroïde. Het ondervlak van het uitsteeksel heeft drie overdwars lopende gegutste groeven die de raakvlakken waren met de boveneinden van het eerste tot en met derde middenhandsbeen. Op de achterkant van het syncarpale bevindt zich een ruwe richel die ook wat naar boven gericht is. Op het bovenvlak van het onderste syncarpale bevinden zich twee grote wigvormige uitsteeksels die een verbinding vormen met het bovenste syncarpale, een aan de binnenkant, de andere aan de buitenkant. De wig aan de binnenkant loopt naar voren door om contact te maken met het preaxiale carpale. Het ondervlak van het onderste syncarpale maakt contact met het vierde middenhandsbeen en verdeeld in een kleiner buitenste en groter binnenste raakvlak, gescheiden door een zandlopervormige middenrichel. Het buitenste raakvlak wordt overhangen door een haakvormig uitsteeksel op de buitenrand van het onderste syncarpale. De middenrichel loopt naar voren uit in een ronde uitholling.
Het preaxiale carpale heeft het profiel van een parallellogram en is van boven naar beneden, dus in de lengterichting van de vleugel, afgeplat tot een dikte van 5,2 millimeter. Het is met 9,2 millimeter overdwars breder dan van voor naar achteren lang, 7,7 millimeter. De voorkant is iets naar beneden gedraaid, de achterkant iets naar boven. Het heeft aan de voorkant een ronde uitholling, iets aan de buitenkant gelegen; de uitholling heeft in het midden een vooruitstekende punt. Aan de achterkant omvatten afgeronde richels de voorkant van het onderste syncarpale. Het zijn deze richels die de afmeting overdwars aanzienlijker maken dan de dikte, een eigenschap die verder alleen van de veel latere Azhdarchoidea bekend is.
Het vierde middenhandsbeen, dat de vleugelvinger raakt, is langwerpig met een lengte van minimaal 72,2 millimeter en een breedte van voor naar achteren van 8,4 millimeter. Hoewel het element in twee niet-aangesloten stukken bewaard is gebleven schatten de beschrijvers dat de totale lengte niet meer dan een centimeter hoger heeft gelegen. De lengte van het vierde middenhandsbeen bedraagt dus 84 tot 96% van de lengte van het opperarmbeen, afhankelijk van de schatting voor dit laatste element. Het middenhandsbeen heeft de gebruikelijke vorm met een verbreed bovenste en een versmald onderste uiteinde. Het heeft een bult op het bovenvlak die past in de uitholling op het ondervlak van het onderste syncarpale. Op de bovenste binnenkant bevindt zich een verheffing die helemaal bovenaan naar voren draait en een groeve vormt voor de pees van de Musculus flexor digiti quarti, de spier die de vleugelvinger, de vierde, al buigend naar voren uitklapt van de ingeklapte, 170° naar achteren gestrekte, positie tegen de romp uit.
De basale positie van Kryptodrakon in de Pterodactyloidea wordt in het vierde middenhandsbeen niet weerspiegeld door kenmerken die tussen die van de pterodactyloïden en de niet-pterodactyloïden in liggen. In plaats daarvan toont dit element een mozaïek van basale en afgeleide kenmerken. Zo is de verdikking aan de bovenste binnenkant aanzienlijk zodat bovenaan de maximale dikte overdwars tweemaal die van de schacht bedraagt en is die zwelling tot het bovenste deel beperkt, beide basale eigenschappen die ook bekend zijn van oudere pterosauriërs. Bij de latere Lophocratia neemt de zwelling geleidelijk naar onder af en zet zich verder door. De niet-verdikte zone aan de bovenkant is bij Kryptodrakon juist extremer afgeplat dan bij de Pterodactyloidea gebruikelijk en die afplatting houdt ook weer vrij plots op, zich beperkend tot het bovenste derde deel.
Het bovenste stuk eerste vingerkootje van de vleugelvinger heeft een bewaarde lengte van 22,1 millimeter, een dikte overdwars van 5,5 millimeter en een dikte van voor naar achter van 15,5 millimeter. Er is geen spoor van een pneumatisch foramen, een gat voor een uitloper van de luchtzak. Het bovenste stuk tweede vingerkootje met een bewaarde lengte van 19,9 millimeter heeft eenzelfde dikte overdwars maar een dikte van 17,3 millimeter van voor naar achter. De schachtfragmenten van het tweede en derde vleugelvingerkootje hebben een doorsnede van een scherpe rechthoekige driehoek met de korte zijde overdwars, dus van boven naar beneden lopend als de vleugel uitgeslagen is. De schacht van het tweede vingerkootje heeft een bewaarde lengte van 45,6 millimeter, een breedte overdwars van 4,2 millimeter en een breedte van voor naar achter van 28,9 millimeter. Bij het derde kootje zijn die maten respectievelijk 28,9 millimeter, 3,8 millimeter en 7,3 millimeter. Het stuk vierde kootje heeft een ronde doorsnede. Hier bedragen dezelfde maten 10,2 millimeter, 6,6 millimeter en 7,9 millimeter. De vleugellengte is geëxtrapoleerd vanuit de lengte van de opperarm en het middenhandsbeen; de korte vleugels zijn dus niet helemaal zeker.

## Fylogenie
Volgens een exacte kladistische analyse is Kryptodrakon het meest basale lid dat van de Pterodactyloidea bekend is, wat aansluit bij zijn hoge ouderdom: het is ook de oudste bekende pterodactyloïde op verschillende fragmenten na waarvan de beschrijvers het pterodactyloïde karakter niet voldoende eenduidig vonden. De plaatsing van Kryptodrakon in de Pterodactyloidea hangt echter af van de definitie van die groep. De beschrijvers pasten die van Kevin Padian uit 2004 toe die als criterium neemt of het middenhandsbeen minstens vier vijfden van de lengte van het opperarmbeen heeft waarbij deze eigenschap ook nog eens homoloog moet zijn aan de toestand bij Pterodactylus en dus na de afsplitsing van Kryptodrakon op de afstammingslijn die naar Pterodactylus leidt nooit meer verloren en opnieuw verworven mag zijn. Dit is lastig met zekerheid te bepalen, afgezien van het probleem dat de lengte van het opperarmbeen bij het holotype slechts indirect is vastgesteld. Het middenhandsbeen levert in zijn proporties echter nog een tweede argument op voor een plaatsing in de Pterodactyloidea: de lengte-breedteverhouding staat met 8,6 dichter bij de pterodactyloïde waarden die overigens boven de negen liggen dan bij de typische waarden voor niet-pterodactyloïde pterosauriërs die alle minder dan zeven bedragen. De zustergroep van Kryptodrakon, dus de rest van de pterodactyloïden, zijn de Lophocratia.
De kladistische analyse in het benoemende artikel, uitgevoerd door Andres, is een geheel nieuwe in plaats van een aanpassing van de eerste belangrijke analyses door David Unwin en Alexander Kellner. Zij is verreweg de meest omvattende die ooit bij de Pterosauria is uitgevoerd, waarbij 377 specimina werden onderzocht op 224 kenmerken.
Een latere analyse had de volgende uitkomst.
|  | Germanodactylidae |
|  |                   |
|  | Euctenochasmatia  |
|  |                   |

|  | \| \| Piksi \| \| \| \| \| \| Pteranodontoidea \| \| \| \| |
|  |                                                            |
|  | Azhdarchoidea                                              |
|  |                                                            |
|  | Piksi                                                      |
|  |                                                            |
|  | Pteranodontoidea                                           |
|  |                                                            |

|  | Piksi            |
|  |                  |
|  | Pteranodontoidea |
|  |                  |

|  | \| \| Piksi \| \| \| \| \| \| Pteranodontoidea \| \| \| \| |
|  |                                                            |
|  | Azhdarchoidea                                              |
|  |                                                            |
|  | Piksi                                                      |
|  |                                                            |
|  | Pteranodontoidea                                           |
|  |                                                            |

|  | Piksi            |
|  |                  |
|  | Pteranodontoidea |
|  |                  |

|  | Germanodactylidae |
|  |                   |
|  | Euctenochasmatia  |
|  |                   |

|  | \| \| Piksi \| \| \| \| \| \| Pteranodontoidea \| \| \| \| |
|  |                                                            |
|  | Azhdarchoidea                                              |
|  |                                                            |
|  | Piksi                                                      |
|  |                                                            |
|  | Pteranodontoidea                                           |
|  |                                                            |

|  | Piksi            |
|  |                  |
|  | Pteranodontoidea |
|  |                  |

|  | \| \| Piksi \| \| \| \| \| \| Pteranodontoidea \| \| \| \| |
|  |                                                            |
|  | Azhdarchoidea                                              |
|  |                                                            |
|  | Piksi                                                      |
|  |                                                            |
|  | Pteranodontoidea                                           |
|  |                                                            |

|  | Piksi            |
|  |                  |
|  | Pteranodontoidea |
|  |                  |

|  | Germanodactylidae |
|  |                   |
|  | Euctenochasmatia  |
|  |                   |

|  | \| \| Piksi \| \| \| \| \| \| Pteranodontoidea \| \| \| \| |
|  |                                                            |
|  | Azhdarchoidea                                              |
|  |                                                            |
|  | Piksi                                                      |
|  |                                                            |
|  | Pteranodontoidea                                           |
|  |                                                            |

|  | Piksi            |
|  |                  |
|  | Pteranodontoidea |
|  |                  |

|  | \| \| Piksi \| \| \| \| \| \| Pteranodontoidea \| \| \| \| |
|  |                                                            |
|  | Azhdarchoidea                                              |
|  |                                                            |
|  | Piksi                                                      |
|  |                                                            |
|  | Pteranodontoidea                                           |
|  |                                                            |

|  | Piksi            |
|  |                  |
|  | Pteranodontoidea |
|  |                  |

|  | Germanodactylidae |
|  |                   |
|  | Euctenochasmatia  |
|  |                   |

|  | \| \| Piksi \| \| \| \| \| \| Pteranodontoidea \| \| \| \| |
|  |                                                            |
|  | Azhdarchoidea                                              |
|  |                                                            |
|  | Piksi                                                      |
|  |                                                            |
|  | Pteranodontoidea                                           |
|  |                                                            |

|  | Piksi            |
|  |                  |
|  | Pteranodontoidea |
|  |                  |

|  | \| \| Piksi \| \| \| \| \| \| Pteranodontoidea \| \| \| \| |
|  |                                                            |
|  | Azhdarchoidea                                              |
|  |                                                            |
|  | Piksi                                                      |
|  |                                                            |
|  | Pteranodontoidea                                           |
|  |                                                            |

|  | Piksi            |
|  |                  |
|  | Pteranodontoidea |
|  |                  |

|  | Germanodactylidae |
|  |                   |
|  | Euctenochasmatia  |
|  |                   |

|  | \| \| Piksi \| \| \| \| \| \| Pteranodontoidea \| \| \| \| |
|  |                                                            |
|  | Azhdarchoidea                                              |
|  |                                                            |
|  | Piksi                                                      |
|  |                                                            |
|  | Pteranodontoidea                                           |
|  |                                                            |

|  | Piksi            |
|  |                  |
|  | Pteranodontoidea |
|  |                  |

|  | \| \| Piksi \| \| \| \| \| \| Pteranodontoidea \| \| \| \| |
|  |                                                            |
|  | Azhdarchoidea                                              |
|  |                                                            |
|  | Piksi                                                      |
|  |                                                            |
|  | Pteranodontoidea                                           |
|  |                                                            |

|  | Piksi            |
|  |                  |
|  | Pteranodontoidea |
|  |                  |

|  | Germanodactylidae |
|  |                   |
|  | Euctenochasmatia  |
|  |                   |

|  | \| \| Piksi \| \| \| \| \| \| Pteranodontoidea \| \| \| \| |
|  |                                                            |
|  | Azhdarchoidea                                              |
|  |                                                            |
|  | Piksi                                                      |
|  |                                                            |
|  | Pteranodontoidea                                           |
|  |                                                            |

|  | Piksi            |
|  |                  |
|  | Pteranodontoidea |
|  |                  |

|  | \| \| Piksi \| \| \| \| \| \| Pteranodontoidea \| \| \| \| |
|  |                                                            |
|  | Azhdarchoidea                                              |
|  |                                                            |
|  | Piksi                                                      |
|  |                                                            |
|  | Pteranodontoidea                                           |
|  |                                                            |

|  | Piksi            |
|  |                  |
|  | Pteranodontoidea |
|  |                  |

|  | Germanodactylidae |
|  |                   |
|  | Euctenochasmatia  |
|  |                   |

|  | \| \| Piksi \| \| \| \| \| \| Pteranodontoidea \| \| \| \| |
|  |                                                            |
|  | Azhdarchoidea                                              |
|  |                                                            |
|  | Piksi                                                      |
|  |                                                            |
|  | Pteranodontoidea                                           |
|  |                                                            |

|  | Piksi            |
|  |                  |
|  | Pteranodontoidea |
|  |                  |

|  | \| \| Piksi \| \| \| \| \| \| Pteranodontoidea \| \| \| \| |
|  |                                                            |
|  | Azhdarchoidea                                              |
|  |                                                            |
|  | Piksi                                                      |
|  |                                                            |
|  | Pteranodontoidea                                           |
|  |                                                            |

|  | Piksi            |
|  |                  |
|  | Pteranodontoidea |
|  |                  |

|  | Germanodactylidae |
|  |                   |
|  | Euctenochasmatia  |
|  |                   |

|  | \| \| Piksi \| \| \| \| \| \| Pteranodontoidea \| \| \| \| |
|  |                                                            |
|  | Azhdarchoidea                                              |
|  |                                                            |
|  | Piksi                                                      |
|  |                                                            |
|  | Pteranodontoidea                                           |
|  |                                                            |

|  | Piksi            |
|  |                  |
|  | Pteranodontoidea |
|  |                  |

|  | \| \| Piksi \| \| \| \| \| \| Pteranodontoidea \| \| \| \| |
|  |                                                            |
|  | Azhdarchoidea                                              |
|  |                                                            |
|  | Piksi                                                      |
|  |                                                            |
|  | Pteranodontoidea                                           |
|  |                                                            |

|  | Piksi            |
|  |                  |
|  | Pteranodontoidea |
|  |                  |

## Levenswijze
Kryptodrakon is gevonden in landafzettingen. De korte vleugels zouden, net als bij moderne vogels en pterosauriërs in het algemeen, vooral nuttig geweest zijn voor een soort die in de bossen leefde en die dus wendbaar moest zijn. Lange vleugels waren nuttiger voor kustbewoners die over het water zweefvluchten maken. De beschrijvers zagen dit als een aanwijzing dat de Pterodactyloidea zich diep in de binnenlanden ontwikkeld hebben in plaats van aan de kust en als een bevestiging van de hypothese dat de vroege evolutie van de Pterodactyloidea slecht bekend is doordat ze geëvolueerd zijn in gebieden waar weinig fossielen bewaard bleven.